# Montacuto
Montacuto (piemonti és ligur nyelven: Montèigo) település Olaszországban, Piemont régióban, Alessandria megyében. Lakosainak száma 248 fő (2023. január 1.).